# 阿尔武德特
阿尔武德特，是西班牙穆尔西亚自治区的一个市镇。总面积17平方公里，总人口1368人（2001年），人口密度80人/平方公里。